# NRP D. João II
El NRP D. João II (también conocido como Plataforma Naval Multifuncional o PNM NRP D. João II) será un buque multipropósito para la Armada portuguesa, capaz de realizar operaciones de vigilancia, investigación oceanográfica, seguimiento ambiental y meteorológico, así como misiones de evacuación de emergencia. Estéticamente su aspecto será como el de un buque de asalto anfibio tipo LHD.

## Historia
El contrato para la construcción de este barco se firmó el 24 de noviembre de 2023 con Damen Shipyards, y se espera que entre en servicio activo en el segundo semestre de 2026. El buque se llama así en recuerdo de Juan II de Portugal.

## Diseño
El diseño de la Plataforma Naval Multifuncional (PNM) fue realizado por Damen basándose en los requisitos establecidos por la Armada portuguesa. El barco tendrá una eslora total de 107,6 metros (353 pies 0 pulgadas) y funcionará como portador de drones aéreos, terrestres y submarinos , aumentando su capacidad de investigación y seguimiento oceánico. Para realizar el seguimiento de la ecología marina y la investigación y vigilancia oceánica, el buque estará equipado con laboratorios y contará con alojamiento para personal científico. En lo que respecta al apoyo naval, el barco tendrá una cubierta de vuelo de 94x11 metros y hangares que pueden albergar vehículos aéreos no tripulados y helicópteros. Además, el PNM cuenta con una rampa de popa para vehículos submarinos no tripulados y vehículos de superficie no tripulados.

## Características generales
- Pista de 94 metros para vehículos aéreos no tripulados ;
- Plataforma para aterrizaje de helicópteros pesados como los AgustaWestland AW101 de la Fuerza Aérea Portuguesa ;
- 1 hangar con capacidad para albergar un helicóptero;
- 1 hangar/taller para vehículos aéreos no tripulados (drones);
- Catapulta para lanzamiento de drones;
- Capacidad para 18 vehículos utilitarios ligeros militares / 18 contenedores o 10 lanchas rápidas ;
- Hangar inferior con grúas y rieles para manipulación de contenedores;
- Capacidad para transportar 4 lanchas rápidas;
- Puerta lateral para entrada de vehículos;
- Grúa con capacidad de 30 toneladas;
- Rampa para desembarco de embarcaciones;
- Hangar lateral para operar un vehículo submarino operado remotamente (ROV) con elevador de carga;
- Área para recibir 100 personas/personal militar con alojamiento y baños;
- Capacidad para 42 científicos ;
- En caso de emergencia, tiene capacidad para 200 personas más en el hangar inferior;
- laboratorios;
- Un hospital de rol 2 de la OTAN;
- Alojamiento para su guarnición.